# Petrus de Ebulo

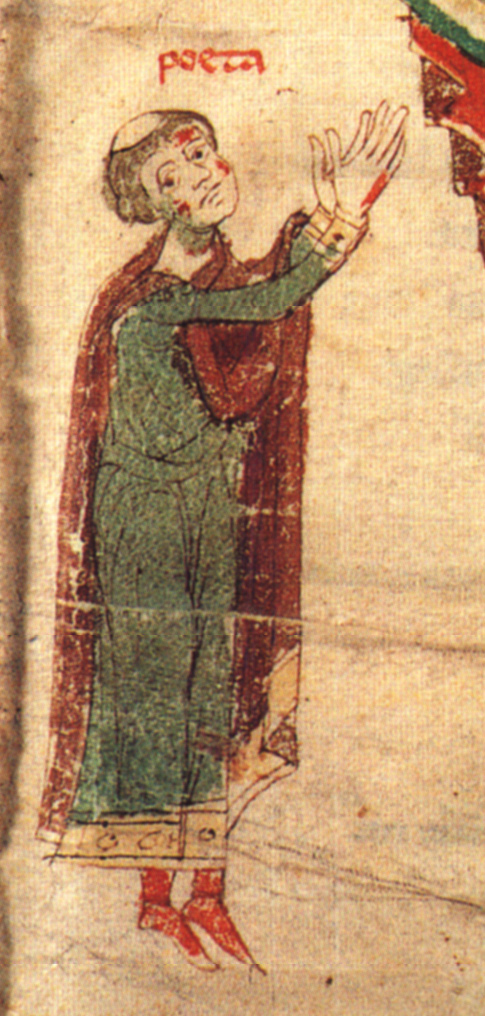
Petrus de Ebulo - Selbstdarstellung aus dem Liber ad honorem Augusti, Bern, Burgerbibliothek, Cod. 120 II, fol. 140r (1195–1197)

Petrus de Ebulo (* in Eboli; † vor 1220) war ein hochmittelalterlicher italienischer Autor und Dichter von Rang, Kleriker, Chronist und möglicherweise Arzt.
Petrus de Ebulo war der Verfasser des Liber ad honorem Augusti sive de rebus Siculis (Buch zu Ehren des Kaisers oder über die Begebenheiten Siziliens), einem Kaiser Heinrich VI. gewidmeten zeithistorisch-pangegyrischen Epos in elegischen Distichen (in der Literatur gelegentlich auch als Vers-Chronik bezeichnet). Sie beschreibt die Eroberung Süditaliens und Siziliens durch Heinrich VI. und dessen diplomatische und militärische Auseinandersetzungen mit seinem Rivalen Tankred von Lecce, der als illegitimer Sohn des Herzogs Rogers III. von Apulien und Enkel des Königs Roger II. aus dem Hause Hauteville Ansprüche auf die Krone Siziliens erhob, die Heinrich durch die Ehe mit der Thronerbin Konstanze von Sizilien, der einzigen Tochter Rogers II. aus seiner dritten Ehe nach dem kinderlosen Tode des letzten Normannenkönigs, Wilhelms III. von Sizilien, zugefallen war. Geschildert wird auch die Geburt Kaiser Friedrichs II. in Jesi sowie die Gefangennahme und spätere Freilassung Konstanzes von Sizilie durch Tankred. Dieses durchgehend bebilderte Werk ist neben dem Teppich von Bayeux die einzige erhaltene mittelalterliche Bildfolge, die zeitgenössische Ereignisse abbildet. Als Quelle zur Geschichte und mehr noch der Kulturgeschichte des staufischen Italien sowie zur Herrschaftsauffassung Heinrichs VI. ist es trotz bzw. gerade wegen seiner prostaufischen Tendenz aufgrund der Nähe des Autors zum Hof und zum Kanzler Konrad von Querfurt von außerordentlichem Wert. Eindrucksvolle literarische Porträts der Hauptfiguren sind eine weitere Besonderheit des Werks. Dieses Buch war nach Aussagen des Autors sein Erstlingswerk. Die einzig erhaltene Handschrift ist das im Auftrag von Kanzler Konrad von Querfurt hergestellte Widmungsexemplar (Bern, Burgerbibl. Cod 120 II). Die von zwei Hauptschreibern und einer Nachtrags- und Korrekturhand, die möglicherweise die des Petrus ist, ausweislich des kodikologischen Befundes in zwei verschiedenen Skriptorien angefertigte Handschrift zeigt Spuren redaktioneller Eingriffe, darunter die Zufügung eines dritten Buches mit dem Panegyrikus auf Heinrich VI., die vermutlich vom Auftraggeber Konrad von Querfurt veranlasst wurden. Ob auch eine der beiden an der Ausführung der den Textseiten gegenübergestellten kolorierten Federzeichnungen beteiligten Hände Petrus zuzuschreiben ist und er demnach auch als Buchmaler anzusehen wäre, muss offenbleiben. Ein neuartiges Streben nach Erfassung der Wirklichkeit in ihren Details, ihrer Mannigfaltigkeit und oft auch Drastik ist jedenfalls ein Charakteristikum sowohl des oft zum Manierismus neigenden Sprach- als auch des Malstils gleichermaßen. Stark von der traditionellen christlichen Ikonographie geprägte Symbolische Bilder finden sich dagegen vor allem im dritten Buch.
Als Lohn für den Liber ad honorem Augusti erhielt Petrus eine Mühle in Eboli als Lehen, was in einer Urkunde Kaiser Friedrichs II. bestätigt ist.
Sein zweites Werk, eine Panegyrik auf Kaiser Friedrich I. Barbarossa namens Mira Federici gesta (Über die bewundernswerten Taten Friedrichs), ist nicht erhalten geblieben.
Insbesondere das erhaltene dritte Werk, De balneis Puteolanis, zeigt, dass Petrus de Ebulo profunde Kenntnisse der hochmittelalterlichen Medizin besaß. Dieses ebenfalls in bebilderten Exemplaren überlieferte Lehrgedicht in elegischen Distichen, beschreibt die Bäder von Pozzuoli und deren Heilwirkungen.
Die Identifikation des Petrus de Ebulo als Kleriker ergibt sich aus der Selbstdarstellung mit Tonsur im Liber ad honorem Augusti, fol. 139r und fol. 140r.

## Werke
- Liber ad honorem Augusti sive de rebus Siculis
- Mira Federici gesta (verloren)
- De balneis puteolanis